# Peenemünde
Peenemünde es una localidad del noreste de Alemania y parte de la isla de Usedom. Está situada cerca de la desembocadura del río Peene, en la porción más oriental de la costa báltica alemana.
En la ciudad se fundó un centro de investigación del ejército alemán durante el régimen Nazi. El centro fue fundado en 1937 y fue una de las cinco instalaciones militares de pruebas que dependían de la Oficina de Armas del Ejército. Fue en este centro de investigación donde se desarrolló gran parte del trabajo que llevaría a la creación del misil V2 y a su producción en masa.

## Organización del centro de investigación
El Dr. Wernher von Braun fue el director técnico del centro de investigación (el Dr. Walter Thiel era el director adjunto) y había nueve departamentos principales: Pag. 38
1. Departamento de diseño técnico (Walter J H "Papa" Riedel)
2. Laboratorio de aerobalística y matemáticas (Dr. Hermann Steuding)
3. Túnel de viento (Rudolph Hermann)
4. Laboratorio de materiales (Dr. Mäder)
5. Dispositivos de vuelo, guía y telemetría (en alemán: Bord-, Steuer- und Messgeräte, BSM[3] -- Ernst Steinhoff)
6. Laboratorio de desarrollo y fabricación (Arthur Rudolph)
7. Laboratorio de pruebas (Klaus Riedel)
8. Departamento de pruebas futuras (Ludwig Roth)[4]
9. Departamento de compras (Sr. Genthe)

El grupo de mediciones (dirigido por Gerhard Reisig) era parte del BSM, y entre los otros departamentos estaban el directorio de planificación de la producción (Detmar Stahlknecht), pag. 161 la oficina de personal (Richard Sundermeyer), y el servicio de cambios en dibujos.

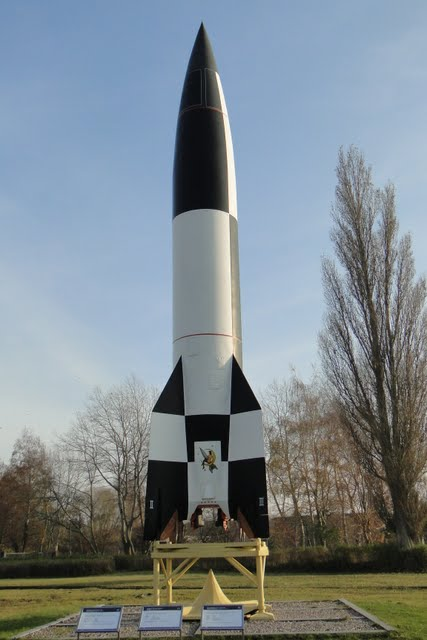
Cohete V2